# François-Augustin Delamare
François-Augustin Delamare (Valognes, 9 settembre 1800 – Auch, 26 luglio 1871) è stato un arcivescovo cattolico francese.

## Biografia
Nel 1816 entrò nel seminario di Coutances e fu ordinato prete nel 1823. Fu insegnante nella scuola ecclesiastica di Sottevast e nel 1821 fu professore di teologia nel seminario maggiore di Coutances.
Per motivi di salute, nel 1822 fu costretto a tornare nel suo paese natale, dove divenne insegnante di filosofia nelle scuole municipali (nel 1826 ne divenne direttore). Nel 1830 fu costretto a lasciare la direzione della scuola per essersi rifiutato di giurare fedeltà alla monarchia di Luigi Filippo.
Nel 1834 Pierre Dupont, vescovo di Coutances, lo nominò vicario generale della diocesi.
Entrato in contatto con Maria Maddalena Postel nel 1837, divenne un suo influente consigliere: le suggerì di adottare le costituzioni di Giovanni Battista de La Salle e ricevette i suoi voti e quelli delle sue prime compagne. Fondò la congregazione dei Fratelli delle Scuole cristiane della Misericordia per l'educazione dei fanciulli poveri.
Il 5 marzo 1856 fu eletto vescovo di Luçon: affidò il collegio Richelieu agli eudisti, convocò il sinodo diocesano nel 1859 e promosse le missioni popolari.
Fu trasferito alla sede arcivescovile di Auch il 20 febbraio 1861. La sua salute malferma gli impedì di partecipare  al Concilio Vaticano I.

## Genealogia episcopale e successione apostolica
La genealogia episcopale è:
- Cardinale Guillaume d'Estouteville, O.S.B.Clun.
- Papa Sisto IV
- Papa Giulio II
- Cardinale Raffaele Sansone Riario
- Papa Leone X
- Papa Paolo III
- Cardinale Francesco Pisani
- Cardinale Alfonso Gesualdo
- Papa Clemente VIII
- Cardinale Pietro Aldobrandini
- Vescovo Laudivio Zacchia
- Cardinale Antonio Barberini, O.F.M.Cap.
- Arcivescovo Nicolò Guidi di Bagno
- Arcivescovo François de Harlay de Champvallon
- Arcivescovo Louis-Antoine de Noailles
- Vescovo Jean-François Salgues de Valderies de Lescure
- Arcivescovo Louis-Jacques Chapt de Rastignac
- Arcivescovo Christophe de Beaumont du Repaire
- Cardinale César-Guillaume de la Luzerne
- Arcivescovo Gabriel Cortois de Pressigny
- Arcivescovo Hyacinthe-Louis de Quélen
- Cardinale Thomas-Marie-Joseph Gousset
- Arcivescovo François-Augustin Delamare

La successione apostolica è:
- Cardinale Aimé-Victor-François Guilbert